# Kératinase
Les kératinases sont des enzymes protéolytiques qui digèrent la kératine.

## Histoire et nomenclature
Elles ont été initialement classées comme « protéinases de mécanisme inconnu » par le Comité de Nomenculture de l'Union internationale de biochimie (NC-IUBMB) en 1978 avec le numéro EC 3.4.99 en 1983 (Owen et al., 1983). Dans les années 1990, elles étaient définies comme une protéase à sérine en raison de leur homologie de séquence élevée avec la protéase alcaline et de leur inhibition par les inhibiteurs de protéase (Wang et al., 1995 ; Taha et al., 1998 et Bressollier et al., 1999).

## Fonction
Les kératinases ne sont produites qu'en présence de substrat enzymatique contenant de la kératine. Elles attaquent principalement la liaison disulfure (-SS-) du substrat kératinique. La production de kératinase a été signalée dans divers micro-organismes, notamment des champignons et des bactéries, et se produit à un pH presque alcalin et à des températures thermophiles. Ces enzymes ont une large spécificité de substrat, dégradant les protéines fibreuses telles que la fibrine, l'élastine et le collagène, et les protéines non fibreuses telles que la caséine, l'albumine de sérum bovin et la gélatine (Noval et al., 1959 ; Mukhapadhayay et al., 1989 ; Dozie et al., 1994 ; Lin et al., 1995 ; Letourneau et al., 1998 ; et Bressollier et al., 1999). Les études d'inhibition de la protéase avec les enzymes des souches B. licheniformis et B. subtilis MZK-7 ont démontré que l'enzyme était une protéase à sérine tandis que celle de B. borstenlensis MZK-6 et de deux souches du groupe B. cereus se sont révélées être des protéases neutres.

La protéinase DSM 40530 purifiée de Streptomyces pactum est dans l'étude de Böckle et al., significativement plus active que les diverses protéinases disponibles dans le commerce, sur un échantillon de plumes de poulet. Après incubation avec la protéinase, une désintégration rapide de plumes entières a été observée. Mais même après plusieurs jours d'incubation avec addition répétée d'enzymes, moins de 10 % du substrat kératinique natif était solubilisé. En présence de dithiothréitol, la dégradation est supérieure à 70 %.

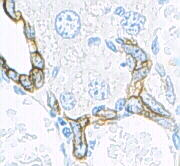
Kératine (poids moléculaire élevé) dans les cellules des voies biliaires et les cellules ovales du foie de souris.

## Distribution
Dans un premier temps Molyneux et al. (1959) ont tenté d'isoler certaines bactéries capables de dégrader la kératine. Il a isolé des organismes du contenu de kystes dermoïdes induits expérimentalement de la région latérale médiane de moutons. L'examen d'un échantillon de laine a montré une laine dégradée avec de nombreuses cellules corticoles et cyticulaires. Il a découvert une perturbation de la fibre de laine à la fois in vivo et in vitro. Il montra que les organismes appartenaient au genre Bacillus et que l'organisme était capable d'attaquer les protéines de laine indigènes. La même année Noval et al. (1959) ont publié un autre article sur la décomposition enzymatique de la kératine native par Streptomyces fradiae. Ils ont montré une enzyme extracellulaire sécrétée par ces bactéries capable de dégrader le cheveu humain à son état natif.
Des protéines kératinolytiques de champignons kératinophiles ont été rapportées par Yu et al. (1968), Asahi et al. (1985) et Willams et al. (1989). Mukhopadhay et al. (1989) ont rapporté la production de kératinase par Streptomyces sp. Il a isolé une enzyme homogène extracellulaire inductible, qui montre une augmentation de 7,5 fois de son activité après chromatographie sur colonne DEAE de cellulose. L'activité enzymatique a été inhibée par le glutathion réduit, le PMSF et le 2-¬Mercaptaéthanol.
Williams et al. (1990) a poursuivi ses travaux sur la culture enrichie de dégradation des plumes et a caractérisé l'organisme au niveau de son espèce pour la première fois. Les micro-organismes ont été identifiés comme étant des Bacillus licheniformis ; la kératinase purifiée et caractérisée à partir de la souche Bacillus licheniformis dégradant les plumes isolée par Williams et al. (1990) à l'aide de l'ultrafiltration sur membrane et de la chromatographie sur gel C-75. Il a purifié l'enzyme avec une activité 70 fois plus élevée. L'analyse SDS-PAGE a révélé que la kératinase purifiée avait un poids moléculaire de 33 kDa. Dozie et al. (1994) ont rapporté une protéinase kératinolytique thermostable, alcalino-active de Chrysosporium keratinophylum qui était capable de solubiliser la kératine dans un milieu lactose-sel minéral avec du DMSO. Le pH optimal pour l' activité enzymatique était de 9 et la température optimale était de 90 °C. Wang et al. (1999) ont augmenté les conditions de fermentation de la kératinase à un fermenteur à l'échelle pilote. Ils ont optimisé les conditions de fermentation à un niveau de production d'enzymes multiplié par 10. 

## Applications industrielles
Les protases habituelles ne sont pas efficaces dans l'hydrolyse des déchets kératiniques récalcitrants et riches en protéines qui entraînent une pollution de l'environnement et des risques pour la santé. La recherche de micro-organismes kératinolytiques ayant la capacité d'hydrolyser les déchets kératiniques « difficiles à dégrader » a donc abouti à de nombreuses applications. Les kératinases ont l'avantage de lyser ces protéines et se retrouvent dans de nombreuses applications, telles que l'action nématicides, la production d'engrais azotés à partir de déchets kératiniques, l'alimentation animale et la production de biocarburants. Les kératinases ont également remplacé les autres protéases dans l'industrie du cuir et l'application d'additifs détergents en raison de leurs meilleures performances. Elles se sont également avérées efficaces dans la dégradation des protéines prions.
L'utilisation de la biomasse des déchets kératiniques, tels que les plumes et les poils de poulet comme substrat de fermentation est devenu de la sorte rentable. Elle a un faible coût et permet un double objectif : réduire le coût de fermentation pour la production d'enzymes ainsi que réduire la charge de déchets dans l'environnement. Les kératinisases améliorent les technologies de développement durable.